# Samuel Žbogar
Samuel Žbogar (* 5. března 1962, Postojna) je slovinský diplomat a politik.

## Životopis
Narodil se v Postojně, ale mládí strávil v mestečku Deskle, v údolí řeky Sočy, 20 km od Nové Gorici (Nova Gorica), kde absolvoval gymnázium. Jeho gymnaziálním spolužákem byl pozdější premiér Borut Pahor. Žbogar poté studoval na Univerzitě v Lublani, na jejíž Fakultě sociálních studií odpromoval.
Ve svých dvaadvaceti letech byl zapojen jako diplomat do většiny projektů slovinské zahraniční politiky. V roce 1993 otevíral slovinské velvyslanectví v Pekingu, kde do roku 1995 působil. V letech 1997 až 2001 byl zástupcem slovinského velvyslance při OSN a zástupcem slovinského stálého zastoupení při Radě bezpečnosti OSN v období, kdy bylo Slovinsko jejím nestálým členem (1998–1999). V letech 2001 až 2004 byl státním tajemníkem ministerstva zahraničních věcí ve vládě Janeze Drnovšeka a Antona Ropa. V té době podporoval posílení humanitárního aspektu zahraniční politiky a vedl skupinu pro přípravu slovinského předsednictví OBSE. V roce 2004 byl jmenován slovinským velvyslancem v USA. Byl také členem vyjednávací skupiny a hlavní vyjednavač slovinského členství v NATO.
Po návratu z Washingtonu v říjnu 2008 se stal ředitelem Institutu strategických studií v Lublani. V listopadu 2008 byl jmenován ministrem zahraničních věcí ve vládě Boruta Pahora.